# Vaudrémont
Vaudrémont ist eine französische Gemeinde mit 83 Einwohnern (Stand: 1. Januar 2022) im Département Haute-Marne in der Region Grand Est (bis 2015 Champagne-Ardenne). Sie gehört zum Arrondissement Chaumont und zum 2003 gegründeten Gemeindeverband Trois Forêts. Die Einwohner werden Vaudrémontais genannt.

## Geografie
Vaudrémont liegt in einem Seitental des Flusses Aujon, etwa 19 Kilometer westnordwestlich von Chaumont. Umgeben wird Vaudrémont von den Nachbargemeinden Lavilleneuve-au-Roi im Norden, Autreville-sur-la-Renne im Osten, Braux-le-Châtel im Südosten und Süden, Aizanville im Süden und Südwesten sowie Maranville im Westen und Nordwesten.

## Bevölkerungsentwicklung
| Jahr                       | 1962 | 1968 | 1975 | 1982 | 1990 | 1999 | 2006 | 2011 | 2019 |
| Einwohner                  | 109  | 99   | 118  | 104  | 82   | 96   | 110  | 118  | 96   |
| Quellen: Cassini und INSEE |      |      |      |      |      |      |      |      |      |

## Sehenswürdigkeiten

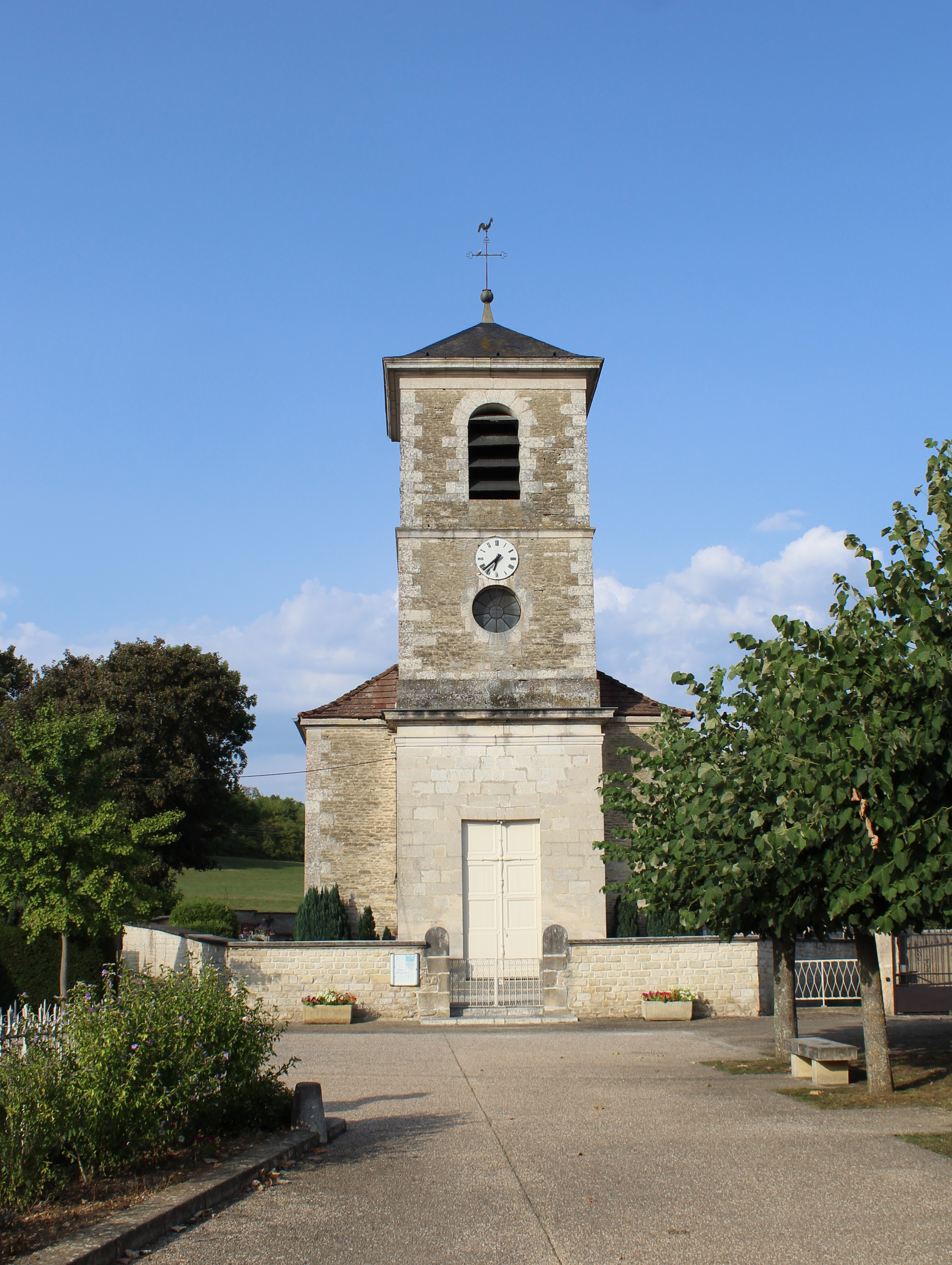
Kirche Notre-Dame-de-l’Assomption

- Kirche Notre-Dame-de-l’Assomption

## Belege
1. ↑  Vaudrémont auf cassini.ehess.fr (französisch)
2. ↑  Vaudrémont auf INSEE